# Laurocerasus marginata
Laurocerasus marginata là loài thực vật có hoa trong họ Hoa hồng. Loài này được (Dunn) T.T. Yu & L.T. Lu mô tả khoa học đầu tiên năm 1984.